# Idioma protootomangue
El protootomangue es la protolengua reconstruida en tiempos modernos a partir de la cual derivan las lenguas de la familia otomangueana. Esta familia es una de las más antiguas de Mesoamérica, y sus miembros ocupan un territorio más o menos contiguo entre el sur de Tamaulipas y el istmo de Tehuantepec, en México. Solo tres lenguas de la familia se hablaron fuera de esta región y se encuentran actualmente extintas. 
Dependiendo de la fuente, la antigüedad del protootomangue se calcula entre 8000 y 6000 años antes del presente (AP), mientras que la separación de sus dos grandes ramas debió ocurrir alrededor del año 5000 AP, en una época que se comenzaba a desarrollar la agricultura en la región de Mesoamérica. De hecho, hay indicios lingüísticos de que los pueblos otomangueanos jugaron un papel muy importante en ese proceso. Es probable que algunos de los rasgos característicos del área lingüística mesoamericana tengan su origen en esta familia lingüística.

## Urheimatdel protootomangue
De acuerdo con Kaufman (2015), no es posible determinar con precisión la región concreta donde nacieron las lenguas otomangues. Sin embargo, dada su continuidad histórica y las relaciones entre los diversos grupos que componen la familia otomangueana, el urheimat protootomangue se debe localizar en algún punto dentro de las tierras altas de México, entre los valles de Tula al norte y Oaxaca en el sur, entre el valle de Toluca al occidente y el valle de Tehuacán al oriente. La cultura de Tehuacán está claramente relacionada con los pueblos de habla otomangueana, y esta se difundió por toda el área mencionada durante el período en torno al cual ocurrió la diversificación de la familia otomangueana (5000-2300 años AP). 

### Fonología
El sistema fonológico del protootomangue tal como fue reconstruido por Rensch es relativamente simple. Constaría de 9 consonantes, 4 vocales y 4 tonos. El siguiente cuadro resume los fonemas del proto-otomangue:
|               | alveolar | palatal | velar | lab-vel | glotal |
| ------------- | -------- | ------- | ----- | ------- | ------ |
| oclusiva      | *t       |         | *k    | *kʷ     | *ʔ     |
| fricativa     | *s       |         |       |         | *h     |
| sonorante     | *n       | *y      |       | *w      |        |
| vocal cerrada |          | *i      |       | *u      |        |
| vocal abierta |          | *e      | *a    |         |        |

Es de notar la ausencia de consonantes labiales. En muchas ramas el fonema derivado /*p/ deriva de la labiovelar /*kʷ/. También conviene notar la ausencia de oposición entre fonemas sordos y sonoros, que fue desarrollada secundariamente en otras lenguas otomangueanas (a veces a partir de secuencias de nasal + oclusiva, a veces de otras fuentes). La siguiente tabla resume algunos de los cambios fonéticos principales que caracterizan a las diferentes ramas del otomangue:
| proto- otomangue | proto- mixtecano | Amuzgo | proto- popolocano | proto- zapotecano | Proto- -mangueano | Proto- otopameano | Proto- chinanteco |
| ---------------- | ---------------- | ------ | ----------------- | ----------------- | ----------------- | ----------------- | ----------------- |
| **t              | *t               |        |                   | *t, *h            | *t                |                   |                   |
| **k              | *k               | *k     | *k                | *k                | *k, *č            | *k                | *k                |
| **kʷ             |                  | *kʷ    |                   | *p, *kʷ           | *p                | *p                | *kʷ               |
| **s              | *θ               |        |                   | *tʲ               | *s                | *s                |                   |
| **n              |                  |        | *n                | *n                | *n                |                   |                   |
| **y              | *y               |        |                   |                   | *y                | *iH-              |                   |
| **w              | *w               |        | *w                |                   | *w                | *uH-              | *w                |
| **nt             | *ⁿd              | nt     | *nt               | *č                | *ⁿd               | *t                | *z                |
| **nk             | *ⁿg              | nk     | *nk               |                   | *ⁿg               | *k                | *g                |
| **nkʷ            | *ⁿgʷ             | nkʷ    |                   |                   | *ⁿb               | *p                | *gʷ               |
| **ns             | *ⁿgʷ             | c      | *c                | *č                | *ⁿd               | *c                | *z                |
| **nn             |                  | nn     | *m                |                   | *m                |                   | *m                |
| **ny             | *l               |        | *l                | *L                | *i                | *i                | *ni               |
| **nw             | *m               | m      | *m                | *kʷ               | *m                | *m                | *m                |

### Morfología
Las lenguas otomangueanas no tienen inflexión en el nombre, aunque admiten prefijos posesivos y clíticos para indicar el plural. En algunas lenguas la forma de los pronombres distingue entre persona, animal o cosa; esto puede considerarse una distinción de género gramatical semánticamente determinado.
Existen pocos sufijos derivativos, siendo la composición el procedimiento morfológico más común para formar nuevas palabras.
En cuanto al alineamiento morfosintáctico no existe coherencia a lo largo de la familia. Algunas lenguas muestran un tipo ergativo-absolutivo (el chinanteco y el tlapaneco), otras un tipo activo-inactivo (el chocho, el matlatzinca y probablemente el chiapaneco) y otras no muestran evidencia clara (mixteco, zapoteco) No existe casos de claros de alineamiento nominativo-acusativo.

### Sintaxis
Sintácticamente, la mayoría también tienen el orden básico de frases VSO. Conectado con lo anterior está el que un en buen número de ellas el modificador siga al modificado y que el complemento sintáctico vaya detrás del núcleo que lo requiere.

### Comparación léxica
Diversos autores han construido listas de cognados de algunos centenares de términos. Sin embargo, muchas de esas listas aunque contienen algunas correspondencias regulares están plagadas de irregularidades, aumentos prefijados y sufijados que hacen que las correspondencias sean bastante inexactas. Por lo que el estado actual las lenguas otomangueanas deben ser consideradas como una macrofamilia tentativa. Los numerales siguientes muestran la divergencia del léxico:
| GLOSA | OM oriental    | OM oriental   | OM oriental       | OM oriental       | OM occidental | OM occidental  | OM occidental     | OM occidental      | PROTO-OM |
| GLOSA | PROTO- MIXTECO | PROTO- AMUZGO | PROTO- POPOLOCANO | PROTO- ZAPOTECANO | PROTO- MANGUE | PROTO- OTOPAME | PROTO- CHINANTECO | PROTO- TLAPANECANO | PROTO-OM |
| ----- | -------------- | ------------- | ----------------- | ----------------- | ------------- | -------------- | ----------------- | ------------------ | -------- |
| 1     | *ɨ́ɨ̨́            | *kwi          | *hnku             |                   | *ti-kéʔ       | *nʔá           | *kãː              | *-mba1             | *hnkw-   |
| 2     | *ù-wì          | *we           | *yu-hu            | *tupa             | *hau-         | *yiohõ         | *tũ               | *-hma3             | *(n)yu-  |
| 3     | *u-ni          | *ndye         | *ni-he            | *ʦona             | *ha-          | *nʰĩo          | *ʔnɨ              | *-tsu4             | *ʔni-    |
| 4     | *kɨ̀wį̀ʔ         | ñeke          | *ñũhũ             | *tapa             | *a-hwa        | *kɨ-hũ         | *kiũ              | *-ko3              | *ku-hĩ   |
| 5     | *ò-ʔǫ̀          | *ʔon          | *ñũ-ʔũ            | *kaʔyu            | *hau-mu-he    | *kĭtʔa         | *ʔŋia             | *wi2tsu3           |          |
| 6     | *iyǫ           | *yon          | *ʃhãu (?)         | *ʃoʔpa            | *ha-mba-      | *ʔná-ʔtó       | *hŋiuː            | *ma2hu2            |          |
| 7     | *u-xe          | *ntykeʔ       | *yãtu             | *kati             | *ndi-         | *yo-tó         | *giaː             |                    | *kya(tV) |
| 8     | *u-nè          | *ñe           | *ʃnĩ              | *ʃonuʔ            | *sa-hu        | *hñã-tó        | *hŋia             | *(h)ña-            | *hnya    |
| 9     | *ɨ̀ɨ̨̀            | *ñhe          | *ña(hã)           | *kaʔ              | *-li          | *kɨ́-tó         | *ŋiú              |                    |          |
| 10    | *u-xi          | *ki           | *te               | *tii              | *hee-nda      |                | *gia              | *gu3wa3            |          |

Entre los cognados ampliamente extendidos está *rini 'sangre, carne cruda' (otomí ngɨ 'carne', matlatzinca ríní 'carne', chatino tnẽ21 'sangre', zapoteco rini 'sangre', mixteco ñɨñɨ 'sangre').